# Legio XXI Rapax
Legio XXI Rapax (XXI Стрімкий легіон) — римський легіон.

## Історія
Створений у 31 році до н. е. імператором Октавіаном Августом з метою подальших військових кампаній. В 29-19 роках до н. е. легіон брав участь у війнах з підкорення кантабрів та астурів. Після цього був перебазований до Кастри Регіна (сучасне м. Регенсбург). У 16-15 роках під загальним командуванням Друза Старшого сприяв підкоренню області Реція. Після цього діяв проти південних германських племен. У 6 році н. е. його разом з іншими легіонами планували спрямувати на підкорення маркоманів, але того року повстали іллірійці та паннонійці. Тому легіон брав участь у придушенні цього повстання, що тривало до 9 року. Після цього Legio XXI Rapax був відправлений до Кастри Ветери (сучасне м. Ксантен), де перебував до 14 року.
14 року, коли владу над імперією перебрав Тиберій, легіон перебував разом з іншими римськими військовими у провінціях Нижня та Верхня Германія. Був заспокоєний прибуттям до табору Германіка. З ним воював проти германців до 16 року. В цей час головною базою стає місто Новезія (сучасне м. Нейсс). Після 16 року повернувся до Кастри Ветери. У 15 році зазнав відчутних втрат у битві при Довгих мостах.
У 21 році брав участь у придушенні повстання галльського племені туронів. У 39-40 роках бився проти германського племені хаттів. Між цими подіями продовжив стояти у Кастрі Ветера. У 45 році перебазувався до Віндонісси (сучасне м. Віндіш, Швейцарія). З 47 року легатом легіону був Марк Ліциній Сенека. У 68 році легіон було задіяний при придушенні повстання Гая Юлія Віндекса проти імператора Нерона. Разом з іншими відзначився у битві при Весонтіоні (сучасне м. Безансон), де Віндекса було розбито. Того ж року під орудою легата Авла Цецини Алієна придушив повстання галльського племені гельветів, захопивши їх столицю Авентік.
У 69 році легіон підтримав Вітеллія у боротьбі за владу. Того ж року брав участь у двох битвах при Бедріаку (північна Італія). У першій сприяв перемозі вітелліанців над імператором Отоном, у другій — разом з іншими підрозділами Вітеллія зазнав поразки від війська Веспасіана. 70 року брав участь у придушенні постання батавів. На цей час стояв у м. Бонна (сучасне м. Бонн). Завдяки звитязі цього легіону римляни здобули важливу перемогу над повсталими у битві при м. Августа Треверорум (сучасне м. Трір).
У 83 році легіон отаборився в Монгутіаку (сучасне м. Майнц). Того ж року у складі армії імператора Доміціана воював проти германського племені хаттів. У 85 році легіонери застосовувалися для зміцнення укріплень на Декуматських полях. У м. Аква Маттіакорум зводив великі терми. У 89 році підтримав повстання Луція Антонія Сатурніна, проте цей заколот провалився. Слідом за цим легіон спрямовано до Нижньої Паннонії — у м. Брігенціон. Тут захищав кордон від атак маркоманів, квадів та язигів. У 92 році зазнав відчутних втрат у боях з язигами, внаслідок чого Доміціан розформував цей легіон.